# 565 a.C.
Il 565 a.C. (DLXV a.C. in numeri romani) è un anno  del VI secolo a.C.

## Nati
- Clistene, politico ateniese († 492 a.C.)